# Armia Brancaleone
Armia Brancaleone (wł. L’armata Brancaleone) – włoski film komediowy z 1966 roku w reżyserii Mario Monicellego.

## Fabuła
Akcja rozgrywa się w czasach średniowiecza. Głównym bohaterem jest rycerz Brancaleone da Norcia, który wraz z bandą nieudaczników zmierza na południe Italii powodowany wykradzionym od cesarza listem, nadającym jego posiadaczowi ziemię na własność. Grupa podróżuje do wymarzonego Aurocastro, przeżywając po drodze wiele przygód, mających z reguły opłakane konsekwencje.

## Obsada
- Vittorio Gassman jako Brancaleone da Norcia
- Gian Maria Volonté jako Teofilatto dei Lonzi
- Carlo Pisacane jako Abacuc
- Catherine Spaak jako Matelda
- Folco Lulli jako Pecoro
- Barbara Steele jako Teodora
- Ugo Fangareggi jako Mangold
- Gianluigi Crescenzi jako Taccone
- Enrico Maria Salerno jako Zenone

## Produkcja
Zdjęcia kręcono we Włoszech w następujących lokacjach według regionów:
- Kalabria (Isola di Capo Rizzuto w prowincji Crotone);
- Lacjum (Viterbo, Canino, Capodimonte, Civita Castellana, Fabrica di Roma, Nepi, Ronciglione, Soriano nel Cimino i Tuscania w prowincji Viterbo);
- Umbria (Arrone i Orvieto w prowincji Terni)[2].